# Герб Жердевки
Герб муниципального образования город Же́рдевка Жердевского района Тамбовской области Российской Федерации.
Герб Жердевки утверждён решением Жердевского городского Совета народных депутатов от 2 сентября 2010 года № 23.
Герб внесён в Государственный геральдический регистр Российской Федерации под регистрационным номером 6378.

## Описание герба
«В лазоревом поле — стоящий на вписанной в оконечности, серебряной с чёрными полосами, жерди чибис с воздетыми крыльями, имеющий естественные цвета: чёрные хохолок, голову у клюва, грудку, хвост и крылья (с серебряными плечами и кончиками), червлёные лапы, а все прочее — серебряное».

Герб города Жердевка в соответствии с Методическими рекомендациями по разработке и использованию официальных символов муниципальных образований (Раздел 2, Глава VIII, п.п. 45-46), утверждёнными Геральдическим советом при Президенте Российской Федерации 28.06.2006 года может воспроизводиться со статусной короной установленного образца.

## Символика герба
Современный город Жердевка преобразован из села Чибизовка Указом Президиума Верховного Совета РСФСР от 15 июля 1954 года. В состав города также вошли станционный посёлок Жердевка и посёлок сахарного завода. Населённые пункты, вошедшие в его состав, имеют более глубокую историю. Так поселение Жердевка было основано однодворцем Ф. Т. Жердевым в 1745 году на территории Бурнакской волости. В 1869 году было осуществлено строительство железной дороги Грязи—Царицын. Линия прошла рядом с Чибизовкой и стала залогом быстрого развития села.
Изображённый в гербе города чибис, стоящий на жерди указывает на названия села и преобразованного из него города — Чибизовка и Жердевка, делая композицию герба гласной.
Птица — традиционный символ движения, полёта, целеустремлённости.
Берёзовая жердь, серебряная с чёрными засечками, — аллегория железной дороги (традиционно изображаемой на картах полосой из белых и чёрных прямоугольников) сыгравшей значительную роль в развитии сначала села, а теперь и современного города. Здесь расположена крупная железнодорожная станция на линии Грязи-Поворино Юго-Восточной железной дороги.
Серебро — символ чистоты, совершенства, мира и взаимопонимания.
Голубой цвет — символ чести, благородства, духовности.
Красный цвет — символ мужества, силы, труда, красоты и праздника.
Чёрный цвет — символ мудрости, скромности, вечности бытия.
Герб Жердевки разработан Союзом геральдистов России.
Авторы герба: идея герба — Сергей Янов (п. Малаховка), Константин Моченов (Химки); художник и компьютерный дизайн — Ольга Салова (Москва); обоснование символики — Кирилл Переходенко (Конаково).